# حصار أنطاكية
حصار أنطاكية (بالإنجليزية: Siege of Antioch)‏ وقع حصار أنطاكية أثناء الحملة الصليبية الأولى في الفترة 1097- 1098.واستمر الحصار من قبل الصليبيين ضد المدينة التي يسيطر عليها المسلمين، من 21 أكتوبر 1097 إلى 2 يونيو 1098.

## الخلفية

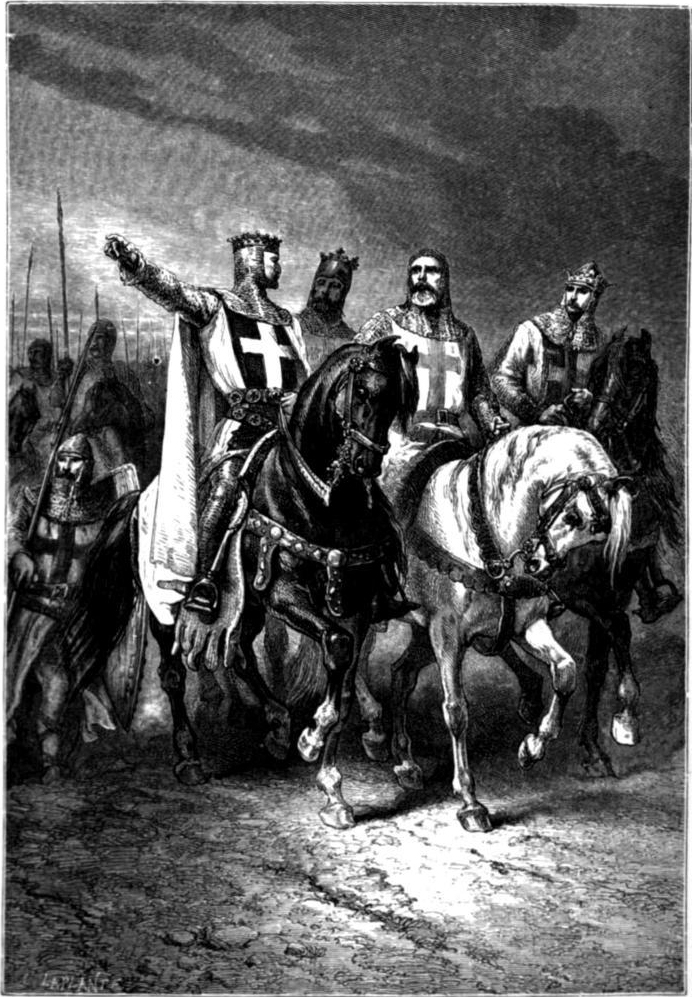
القادة الصليبيُّون الأربعة الذين شهدوا حصار أنطاكية، من اليمين إلى اليسار: تانكرد ثُمَّ ريموند الصنجيلي ثُمَّ بوهيموند الأطرانطي ثُمَّ گودفري البويني.

في الوقت الذي كان فيه بلدوين البولوني يعمل في مُحيط الأرمن بِالجزيرة الفُراتيَّة، زحفت بقيَّة الجُيُوش الصليبيَّة على شمال الشَّام قاصدةً أنطاكية، وهي العاصمة الروميَّة القديمة لِذلك الإقليم. وقد أحدثت وُصُول الصليبيين إلى مشارف الشَّام هلعًا كبيرًا في قُلُوب الأهالي، لِأنَّ كثرة أعدادهم وطبيعة زحفهم جعلت الناس يشعرون أنَّهم أمام خطرٍ جديدٍ من نوعٍ غير عادي. وعبَّر عن ذلك ابن القلانسي بِقوله: «وَفِي هَذِهِ السَّنَةِ كَانَ مَبْدَأُ تَوَاصُل الْأَخْبَار بِظُهُور عَسَاكِر الْإِفْرِنْجِ مِنْ بَحْرِ الْقُسْطَنْطِينِيَّةِ فِي عَالَمٍ لَا يُحْصَى عَدَدُهُ كَثْرَةً وَتَتَابَعَت الْأَنْبَاء بِذَلِك فَقَلَقَ النَّاسُ لِسَمَاعِهَا وَانزَعَجُوا لِاشْتِهَارِهَا». وكان الصليبيُّون قد غادروا مرعش في شهر تشرين الأوَّل (أكتوبر) 1097م بعد أن تزوَّدوا بِالطعام والماء ثُمَّ استولوا على حصن بغراس وقلعة أرتاح في الطريق؛ ولم تلبث أن وصلت طلائعهم بِقيادة بوهيموند الأطرانطي إلى مدينة أنطاكية في 12 ذي القعدة 490هـ المُوافق فيه 21 تشرين الأوَّل (أكتوبر) 1097م. وكانت المدينة المذكورة حينذاك تحت حُكم أميرٍ سُلجُوقيّ هو مُؤيِّد الدين ياغي سيان بن مُحمَّد التُركُماني، من رجال السُلطان ملكشاه. وكان ياغي سيانٍ هذا على درجةٍ من الكفاية مكَّنته من اكتساب رضاء تُتُش أمير دمشق، شقيق السُلطان ملكشاه، الذي شكَّلت أنطاكية جُزءًا من أملاكه، حتَّى إذا ما توفَّى تُتُش ظلَّ ياغي سيان مُحتفظًا بِأنطاكية. وهكذا قُدِّر لِذلك الأمير أن يتولَّى الدفاع عن هذه المدينة العتيقة ضدَّ جحافل الصليبيين. ومن المعروف أنَّ هؤلاء وجدوا خلال طريقهم إلى أنطاكية مُعاونةً كبيرةً من جانب الأرمن والسُريان إذ كانوا يثبون على حاميات المُدُون ويطعنونها من الخلف، وبِذلك يُيسرون السبيل أمام الزاحفين الغربيين، حتَّى أنَّ قُوَّات الصليبيين لمَّا أغارت على أعمال أنطاكية وجدت الأُمُور هيِّنة أمامها بِفضل وُثُوب الأرمن على الحاميات، ممَّا شجَّع أهالي بقيَّة النواحي على فعل الأمر ذاته. ويظهر أنَّ استبداد ياغي سيان وتعسُّفه كان لهُ أثرٌ كبيرٌ في استياء النصارى في شمال الشَّام ممَّا جعلهم يميلون نحو الصليبيين ويطلبون العون منهم؛ يقول ابن العديم: «…وَفَعَلَ أَهْلُ أَرْتَاح مِثْلَ ذَلِكَ وَاستَدعُوا الْمَدَد مِن الْفِرِنْج. وَهَذَا كُلُّهُ لِقُبْح سَيْرِه يَاغِي سِيَان وَظُلْمِهِ فِي بِلَادِهِ».

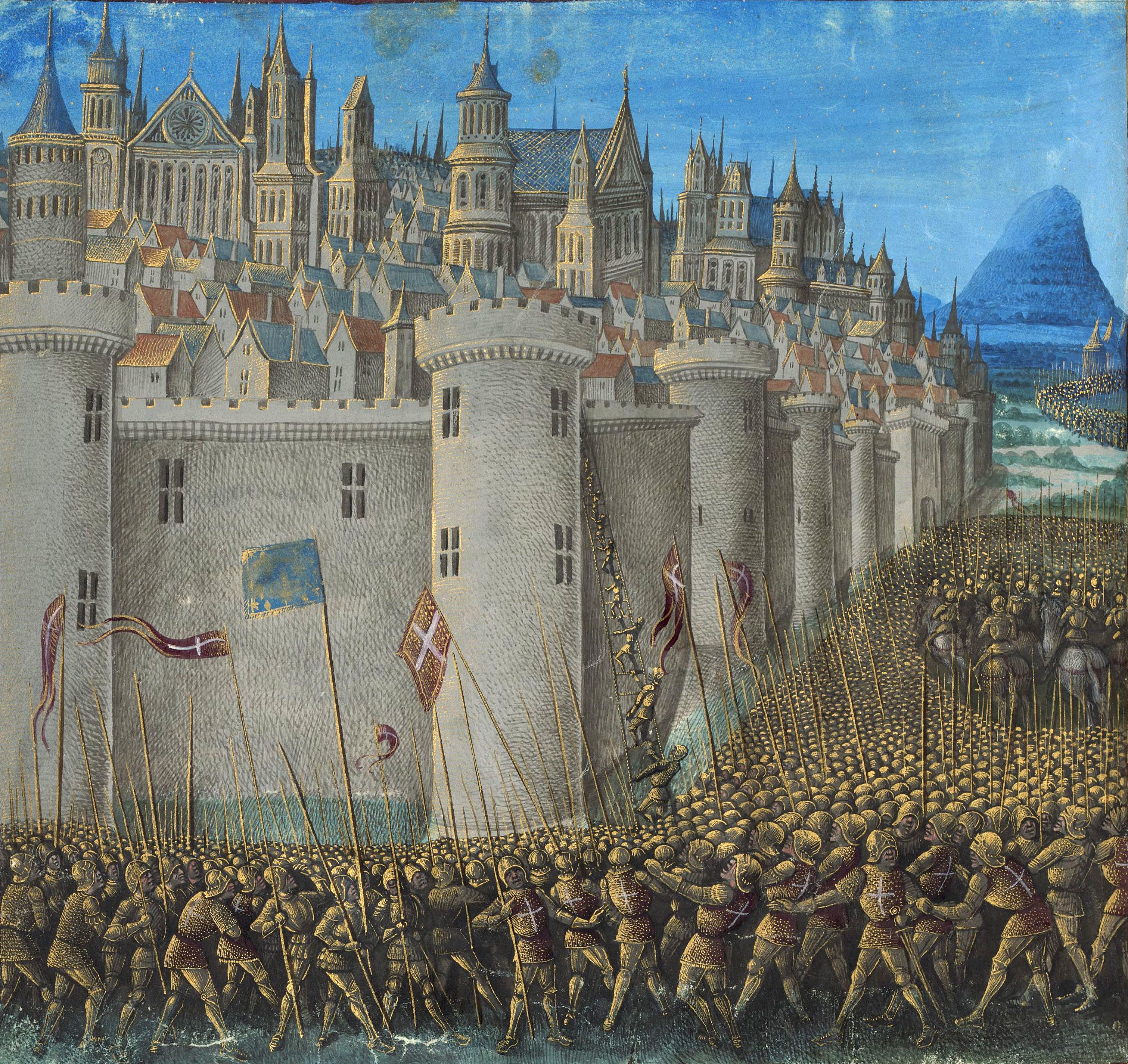
مُنمنمة فرنسيَّة تعود لِقُرابة سنة 1474م، تُصوِّرُ حصار الصليبيين لِأنطاكية.

أمَّا أنطاكية نفسها فكانت من أقوى مُدُن ذلك العصر تحصينًا بحيثُ لا يُمكن مُقارنتها في مناعتها وقُوَّة تحصينها إلَّا بالقُسطنطينيَّة. ذلك أنَّ الجبال العالية أحاطت بها من جهتيّ الجنوب والشرق، في حين كان يحُدُّها من الغرب مجرى نهر العاصي، ومن الشمال مُستنقعاتٌ وأحراش، فضلًا عن قلعةٍ حصينةٍ يصعُب الاستيلاء عليها. يقول ياقوت الحموي: «وَأَنْطاكِيَة: بَلَدٌ عَظِيمٌ ذُو سُوْرٍ وَفَصِيلٍ، وَلِسُورِهِ ثَلَاثُمِائَةٍ وَسِتُّونَ بُرْجًا يَطُوفُ عَلَيْهَا بِالنَّوْبَةِ أَرْبَعَةُ آلَافِ حَارِسٍ … وَشَكْلُ الْبَلَدِ كَنِصْف دَائِرَةٍ قِطْرُهَا يَتَّصِلُ بِجَبَلٍ، وَالسُّوْرُ يَصْعَدُ مَعَ الجَبَلِ إلَى قِلَّتِهِ فَتَتِمُّ دَائِرَة، وَفِي رَأْسِ الْجَبَلِ دَاخِلَ السُّورِ قَلْعَةٌ تَبِيْنُ لِبُعْدِهَا مِنْ الْبَلَدِ صَغِيرَة». وعندما وصل الصليبيُّون إلى المدينة، توزَّعوا على الشكل التالي: اتخذ بوهيموند ورجاله مواقعهم في الجهة الشماليَّة أي عند باب بولس، وعسكر كُلٌ من روبرت الثاني قُمَّس الفلمنك وروبرت قُمَّس النورماندي وهيوج قُمَّس فرماندوة وأسطفان قُمَّس بلوة بين باب بولس وباب الكلب. أمَّا ريموند الصنجيلي والمندوب البابوي أدهمار ومعهما فُرسان پروڤنسة، فاستقرُّوا أيضًا على مقرُبةٍ من باب الكلب، إلى الجهة الغربيَّة منه. وأخيرًا عسكر گودفري البويني في الجهة الشماليَّة الغربيَّة، أي في مُواجهة باب الجنينة. وظلَّ بابا الجسر في الناحية الشماليَّة والقدِّيس جرجس في القسم العُلُوي من الشرق من دون حصار لِأنَّهما مفتوحان على النهر، كما لم يكن بِوسع العساكر أن تُرابط في الأرض الواقعة إلى الجنوب من المدينة لِشدَّة انحدارها. وتجنَّب الصليبيُّون الاقتحام العاجل لِلمدينة رُغم أنَّ فُرصة نجاحهم كانت مُمكنة، وإلحاح ريموند الصنجيلي على ذلك، ويبدو أنَّهم بنوا قرارهم على أساس أنَّ المدينة لم تكن قد حوصرت من جميع الجهات.

### رد فعل المُسلمين
الواضح أنَّهُ سهَّل مُهمَّة الصليبيين ما حدث من خلافاتٍ بين الحُكَّام المُسلمين في الشَّام آنذاك، وهُم ياغي سيان أمير أنطاكية ورضوان بن تُتُش أمير حلب، بِالإضافة إلى النزاعات بين الأخوين رضوان ودقَّاق أمير دمشق. وتفصيل ذلك أنَّ رضوانًا رغب في انتزاع دمشق من أخيه لشدَّة حُبِّه لها وتفضيله إيَّاها على سائر البلاد، كونه ترعرع فيها ويعرف محاسنها. فزحف بِصُحبة ياغي سيان على دمشق لِطرد دقَّاق منها، ولكنَّهُ فشل في ذلك وارتدَّ عائدًا إلى حلب. ولم يلبث أن ترك ياغي سيان جانب رضوان وانضمَّ إلى أخيه وغريمه دقَّاق، وأغراه على أن يُهاجم رضوان في حلب. ولكنَّ دقَّاق فشل هو الآخر في هُجُومه على حلب، على الرُغم من مُساعدة ياغي سيان له. وبِهذا حُرم ياغي سيان - بِخيانته لِأمير حلب - من الحُصُول على مُساعدة أقرب القوى الإسلاميَّة إليه عندما دهمه الخطر الصليبي في أنطاكية. وعند وُصُول الصليبيين إلى شماليّ الشَّام وشُرُوعهم بِالإغارة على القُرى المُحيطة بِأنطاكية، كان ياغي سيان في طريق عودته إلى المدينة قادمًا من شيزر، فانزعج ما أن علم بِالمُستجدات، ثُمَّ أخذ يلتمس الحُلفاء، فأرسل فورًا ابنه شمس الدولة إلى دقَّاق وأتابكه ظاهر الدين طُغتكين، كما أرسل ابنه الآخر مُحمَّد إلى سلاطين الشرق وأُمرائه، بما فيهم كربوقا صاحب الموصل، وكتب إلى جناح الدولة حُسين بن ملاعب الأشهبي صاحب حِمص، ووثَّاب بن محمود، وبني كلاب؛ يستحثهم على القُدُوم لِلجهاد ضدَّ الصليبيين. وتجنَّب ياغي سيان دعوة رضوان خوفًا من أن يُقدم صاحب حلب على التخلُّص منه وإعادة أنطاكية إلى حُكمه، ومن جهته فإنَّ رضوان لم يبذل لهُ المُساعدة نظرًا لِخيانته إيَّاه، على الرُغم ممَّا في ذلك من قصر نظرٍ سياسيٍّ.
أعدَّ دقَّاق حملةً لِإنقاذ المُسلمين في أنطاكية، ونهض طُغتكين وجناح الدولة لِلمُساعدة؛ وأدرك كربوقا الذي عُدَّ أهم الأُمراء المُسلمين في أعالي الجزيرة الفُراتيَّة، ما يُهدِّد ديار الإسلام كُلِّها من الخطر الصليبي، لِذلك أعدَّ جيشًا كبيرًا لِنجدة أنطاكية، وحشد ياغي سيان في تلك الأثناء كُلَّ ما لديه من أقواتٍ، وشرع في توفير المُؤن استعدادًا لِحصارٍ طويل. ومن جهتهم، انخرط الصليبيُّون في اللُعبة السياسيَّة في المشرق الإسلامي بعد أن فرضوا وُجُودهم في شماليّ الشَّام. فبالإضافة إلى أنَّهم وقفوا على أوضاع المُسلمين المُتردية، راحوا يبثُّون الطُمأنينة في نُفُوس الفاطميين ويُعطونهم صُورةً غير حقيقيَّة عن مشاريعهم في الشَّام، كما طمأنوا سلاجقة الشَّام بِأنَّهم لا يطمعون إلَّا في استرداد الاماكن والبُلدان التي كانت تابعة لِلبيزنطيين في الماضي، أي الرُّها وأنطاكية واللاذقيَّة.

## مشروع التحالف الفاطمي الصليبي
من الأُمُور اللافتة لِلنظر، هو أنَّ المُسلمين ظلُّوا حتَّى ذلك الوقت لا يُدركون طبيعة الحركة الصليبيَّة وهدفها، بِدليل أنَّ الفاطميين في مصر فكَّروا في مشروعٍ لِلتحالف مع تلك القُوَّة الجديدة التي ظهرت في الشَّام، ضدَّ خُصُومهم من أهل السُنَّة والجماعة، أي العبَّاسيين في بغداد والسلاجقة في الشَّام. وكان صاحب السُلطة الفعليَّة في مصر عندئذٍ هو الوزير الأفضل شاهنشاه ابن بدر الدين الجمالي الذي ظلَّ يحكم البلاد طوال عهد الخليفة الفاطمي المُستعلي بالله والعشرين سنة الأولى من حُكم الخليفة الآمر بِأحكام الله. ويبدو عدم إدراك الأفضل لِحقيقة الحركة الصليبيَّة من أنَّهُ عندما رأى الصليبيين يُهاجمون السلاجقة - أعداء الفاطميين الألدَّاء - فكَّر في أن يُقيم تحالُفًا بينه وبين هؤلاء الغُزاة، بحيثُ تكون لهم أنطاكية وتكون بيت المقدس لِلفاطميين. ورُبَّما استند الأفضل في تفكيره هذا إلى بعض السوابق التاريخيَّة لأنَّ الإمبراطوريَّة البيزنطيَّة أيَّام صحوتها في القرن العاشر الميلادي لم تتعدَّ أملاكها في الشَّام مدينة أنطاكية، فظنَّ الأفضل أنَّ أولئك الصليبيين إنَّما أتوا لِيفعلوا مثلما فعل نقفور فوقاس ويُوحنَّا زمسكيس قبل ما يزيد عن قرنٍ. ولم يشأ الأفضل أن يُضيِّع الوقت، وإنما انتهز فُرصة الفوضى التي أصابت المُسلمين في الشَّام نتيجةً لِوُصُول الصليبيين، وأرسل جيشًا تمكَّن من السيطرة على بيت المقدس، وتسلَّمها من أميريها السُلجُوقيَّين سُقمان وإيلغازي ابنا أرتُق بن أكسب التُركُمانيّ، جدُّ الأراتقة.
وفي تلك الأثناء كانت سفارةٌ فاطميَّة من قِبل الأفضل قد وصلت إلى مُعسكر الصليبيين أمام أنطاكية. وهُناك في المراجع ما يُشيرُ إلى أنَّ الإمبراطور البيزنطي ألكسيوس كومنين كان قد نصح الصليبيين مُنذُ وُجُودهم في القُسطنطينيَّة، بأن يُحاولوا مُحالفة الفاطميين في مصر، ومع أنَّهُ لا يُوجد أي دليل يُثبت استجابة الصليبيين لِتلك النصيحة في ذلك الوقت، إلَّا أنَّ بعض المراجع اللاتينيَّة أشارت إلى أنَّهم أرسلوا من نيقية سفارةً إلى مصر. وإذا كان هذا الرأي ليس لهُ ما يُؤيده في بقيَّة المراجع الغربيَّة، إلَّا أنَّ الصليبيين لم ينسوا نصيحة الإمبراطور البيزنطي ممَّا جعلهم يُرحبون بِالسفارة التي أرسلها إليهم الأفضل في شهر صفر 491هـ المُوافق فيه شهر كانون الثاني (يناير) 1098م، أمام أنطاكية المُحاصرة. عرض الفاطميُّون على الصليبيُّون مشروعًا لِلتحالف تضمَّن البُنُود التالية: يتعاون الطرفان في القضاء على السلاجقة مُقابل أن ينفرد الصليبيين بِحُكم أنطاكية وشماليّ الشَّام، ويحتفظ الفاطميُّون بِبيت المقدس وجنوبيّ الشَّام، على أن يُسمح لِلصليبيين بِزيارة الأماكن المُقدَّسة في فلسطين، وتكون لهم الحُريَّة الكاملة في أداء شعائرهم الدينيَّة على ألَّا تزيد مُدَّة إقامتهم فيها عن شهرٍ واحد، وألَّا يدخُلُوها بِسُيُوفهم. أعطت هذه الأحداث فكرةً واضحةً لِلصليبيين عن مدى انقسام المُسلمين وصُعُوبة توحيدهم صُفُوفهم في وجههم، وصوَّرت المراجع اللاتينيَّة هذا الأمر بِوُضُوح، فقال وليم الصوري:
ومهما يكن من أمرٍ فقد صحَّ حساب الأفضل في أوَّل الأمر، لأنَّ السلاجقة كانوا مشغولين بِالغزو الصليبي وإقامة جبهة في الشمال ضدَّ الغربيين الغُزاة، فلم يتمكنوا من إرسال نجدةٍ لِأقربائهم في بيت المقدس ترُدُّ عادية الفاطميين. وفي الوقت نفسه استفاد الصليبيُّون فائدةً كُبرى من تلك الخُطوة التي اتخذها الفاطميُّون، لِأنَّ تهديد الأفضل لِفلسطين وبيت المقدس سبَّب ارتباكًا لِلسلاجقة في أشد الأوقات حرجًا. هذا فضلًا عن أنَّ السفارة التي أرسلها الفاطميُّون إلى الصليبيين عند أنطاكية، أكسبت أولئك الأخيرين وضعًا سياسيًّا مُعترفًا به في رُكنٍ هامٍّ من أركان ديار الإسلام. ويذكر ابن الأثير كيف أخذ الصليبيُّون ينهضون بِدورهم في مهارةٍ بالغةٍ عندئذٍ، فلم يكتفوا بِبث الطمأنينة في نُفُوس الفاطميين، وإعطائهم صورة غير حقيقيَّة عن مشروعاتهم في الشَّام، وإنما حاولوا أيضًا أن يُسدلوا غشاوةً على أبصار سلاجقة دمشق؛ فأرسلوا إلى دقَّاق يُطمئنوه على مصيره ويُؤكدون له أنَّهم لا يطمعون إلَّا في استرداد الأماكن والبُلدان التي كانت تابعة لِلبيزنطيين فيما مضى؛ أي الرُّها وأنطاكية واللاذقيَّة: «وَكَان الْفِرِنْج قَد كَاتَبُوا صَاحِبَ حَلَب وَدِمَشْق بِأنَّنَا لَا نَقْصِدُ غَيْرِ الْبِلَادِ الَّتِي كَانَتْ بِيَدِ الرُّوم لَا نَطَلبُ سِوَاهَا، مَكْرًا وَخَدِيعَةً حَتَّى لَا يُسَاعِدُوا صَاحِبَ أَنْطَاكِيَة». وبهذا خطَّط الصليبيُّون لِمُواجهة القوى الإسلاميَّة مُنفردةً والتهام إمارةً بعد أُخرى ومدينةً تلو مدينة من الإمارات والمُدن الإسلاميَّة بِالشَّام.

## واقعة البارة
لم تمضِ ثلاثة أشهر على بداية حصار أنطاكية حتَّى بدأ الصليبيُّون يُعانون من نقص المُؤن، فاجتمع زُعماؤهم لِتدبير وسائل الحُصُول عليها، وتقرَّر تشكيل فرقٌ لِسلب ونهب المناطق الريفيَّة المُجاورة وبخاصَّةً في حوض نهر العاصي، والحُصُول على ما تحويه من مُؤنٍ وغذاء. لكنَّ كميَّة الطعام التي كانوا قد نهبوها من قبل في هذه المناطق، أرهقت الموارد المحليَّة، فلم يجدوا ما ينهبونه، كما أنَّ المُسلمين بدأوا يُدافعون عن أرزاقهم بِشكلٍ مُنظَّمٍ، فكانوا ينقضُّون على فرق السلب والنهب ويُقاتلونها، وبادر العديد منهم إلى نقل قُطعانهم ومواشيهم إلى الجبال البعيدة التي لم يكن الصليبيُّون قادرون على التوغُّل فيها، وإن قُدِّر لهم النجاح فإنَّهُ لم يكن من الهيِّن أن يغنموا شيئًا.
وتجمَّعت في غُضُون ذلك نجدةٌ إسلاميَّة قُرب شيزر لِإنقاذ أنطاكية على رأسها دقَّاق وطُغتكين وجناح الدولة حُسين. وعلم هؤلاء بِأنَّ قُوَّةً صليبيَّةً بِقيادة بوهيموند وروبرت قُمَّس الفلمنك شوهدت تزحف على امتداد نهر العاصي بحثًا عن الأقوات، فقرَّروا الاصطدام بها. وفي 23 مُحرَّم 491هـ المُوافق فيه 31 كانون الأوَّل (ديسمبر) 1097م، تقابل الجمعان عند البارة حيثُ دارت بينهما معركة كانت نتيجتها غير واضحة، فقد انسحب المُسلمون بعد أن كبَّدوا الصليبيين خسائر كبيرة وأجبروهم على إيقاف سعيهم وراء المُؤن والعودة إلى أنطاكية. يقول ابن القلانسي: «…وَكَانَ قَدْ نَهَضَ مِنْ عَسْكَرِ الْإِفْرِنْجِ فَرِيقٌ وَافِرٌ يُنَاهِز ثَلاثِينَ أَلْفًا فَعَاثُوا فِي الْأَطْرَافِ وَوَصَلُوا إلَى البَارَةِ وَفَتَكُوا فِيهَا تَقْدِيرَ خَمْسِينَ رَجُلًا، وَكَان عَسْكَر دِمَشْق وَصَلَ إلَى نَاحِيَةِ شَيْزَر لِإنجَادِ ياغِي سَيَان، فَلَمَّا نَزَلَتْ هَذِهِ الْفِرْقَة الْمَذْكُورَة عَلَى البَارَةِ نَهَضُوا نَحْوَهُم وَتَطَارَدُوا وَقُتِلَ مِنْهُمْ جَمَاعَةٌ وَعَاد الْإِفْرِنْجُ إلَى الروج وَتَوَجَّهُوا إلَى أَنْطَاكِيَة…».
ويبدو أنَّ المُسلمين تفرَّقوا بعد ذلك، فقبع دقَّاق في دمشق هادئًا، وظلَّ مُدَّةً بعد معركة البارة لا يُحاول التدخُّل لِدفع خطر الصليبيين عن أنطاكية. ولم يتمكَّن رضوان من الاستمرار طويلًا في موقفه السلبي بعد الأحداث العاصفة التي تعرَّض لها شماليّ الشَّام نتيجة احتلال الصليبيين لِلرُّها وحصارهم لِأنطاكية، ومُهاجمتهم لِأعمالها، وعلى الرُغم من علاقته السيِّئة مع ياغي سيان إلَّا أنَّهُ استمرَّ يعُدُّه تابعًا له، وأنَّ أنطاكية هي من أملاكه، كما أنَّ ياغي سيان وجد نفسهُ بِحاجةٍ إلى قُوَّة رضوان لِتُساعده في إنقاذ أنطاكية؛ فأرسل ابنه إلى حلب لِاسترضائه والاعتذار لهُ عمَّا مضى، ويستحثُّه لِلعمل على إنقاذ أنطاكية.

## واقعة حارم أو العمق

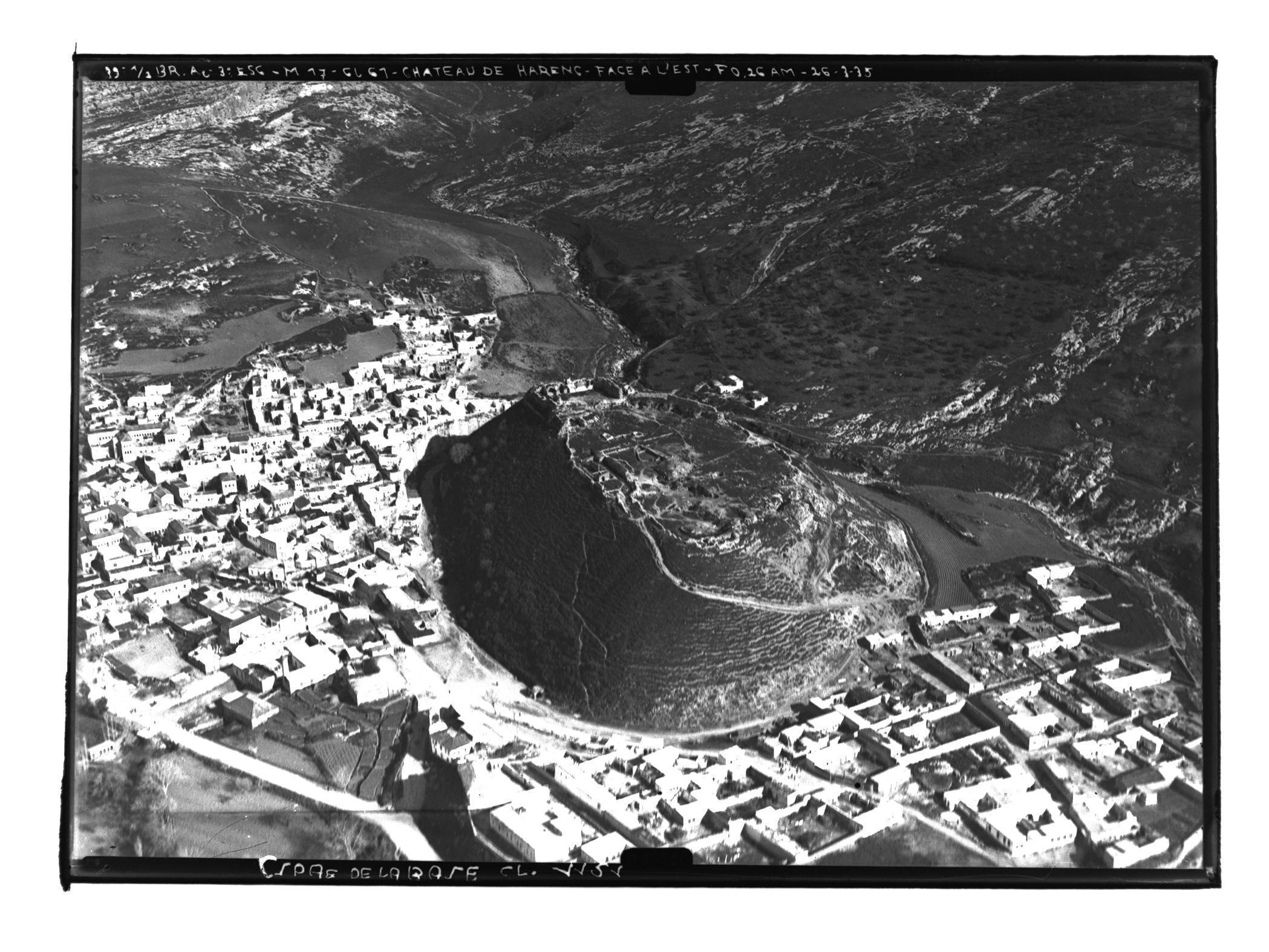
صُورة جويَّة تعود لِسنة 1935م تُظهر بلدة حارم وفي وسطها قلعتها الواقعة على تلٍّ.

أدرك رضوان أخيرًا أنَّهُ لا بُدَّ من تناسي الماضي، وأعلن أسفهُ وحُزنه لِتراخيه وامتناعه عن مُساعدة ياغي سيان الذي أدَّى إلى وُصُول الصليبيين إلى أنطاكية، وقرَّر الإسراع في الخُرُوج لِمُساعدة المدينة، فخرج من حلب على رأس قُوَّةٍ عسكريَّة وتوجَّه إلى أنطاكية، وصحبه سُقمان بن أرتق الذي قدم من ديار بكر، وصهره أمير حماة، وقُوَّاتٌ من حمص، ومُقاتلون من الأراتقة. احتشدت القُوَّات الإسلاميَّة في حارم بعد أن استعادتها من الصليبيين واتخذتها قاعدة انطلاق. وقضت الخطَّة المُتفق عليها أن تُهاجم هذه الجُيُوش أنطاكية فجأة، ويخرج ياغي سيان في الوقت نفسه من المدينة لِمُهاجمة الصليبيين من الاتجاه المُقابل، وبذلك يقع الغُزاة بين فكيّ الكمَّاشة. على أنَّ نصارى حلب وحارم، من السُريان والأرمن، علموا بِتلك الخطَّة، فأرسلوا سرًّا إلى الصليبيين أمام أنطاكية يُخبرونهم بِتفاصيلها حتَّى لا يُؤخذوا على غرَّة، فوضع بوهيموند خطَّةً مُضادَّةً لِمُواجهة الموقف تقضي بِبقاء المُشاة داخل المُعسكر الصليبي لِإحباط المُحاولات من داخل المدينة لِلهُجُوم على المُعسكر، على أن يخرج الفُرسان لِصدِّ زحف المُسلمين، واختار مكانًا حصينًا بين بُحيرة العمق ومجرى نهر العاصي، يستطيع منهُ أن ينقض على المُسلمين عند تقدُّمهم لِعُبُور الجسر.

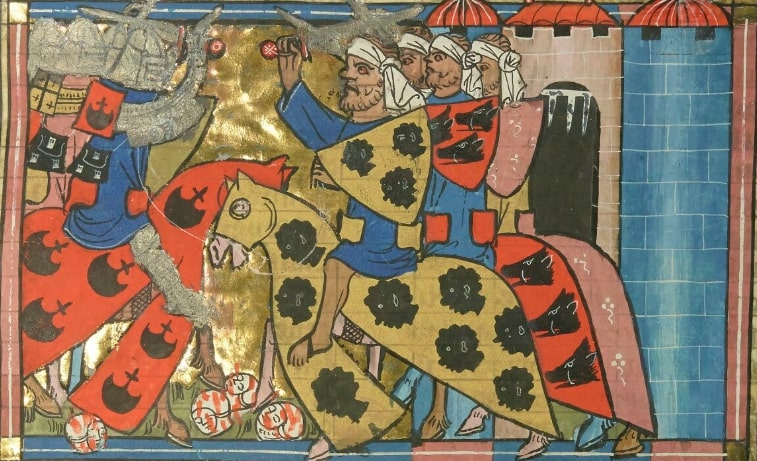
اقتتال المُسلمين (يمينًا) والصليبيين (يسارًا) عند أسوار أنطاكية.

وفي يوم 4 ربيع الأوَّل 491هـ المُوافق فيه 9 شُباط (فبراير) 1098م، أضحى المُسلمون على مرأى من الصليبيين الذين بادروهم بِالهُجُوم، وجرى قتالٌ بين الطرفين انتهى بِاندحار المُسلمين الذين تراجعوا إلى قلعة حارم. والواقع أنَّ الصليبيين حشروهم في بُقعةٍ ضيِّقةٍ، بين البُحيرة والنهر، ففقدوا حُريَّة الحركة والانتشار الضروريين لِلانتصار، وعجزوا عن استخدام أساليبهم القتاليَّة المألوفة كإطلاق السهام ثُمَّ الانسحاب بعد ذلك، كما لم يستطيعوا تحمُّل ضغط القتال، وانتهى الأمر بِهزيمتهم وطاردهم الصليبيُّون. وعندما رأت حامية القلعة حرج الموقف لاذ أفرادها بِالفرار بعد أن أشعلوا فيها النيران، وبِذلك استولى الصليبيُّون على حارم يُعاونهم أهلها من السُريان والأرمن. وكان استيلاء الصليبيين على حارم نصرًا كبيرًا نظرًا لِأهميَّتها في حماية أنطاكية من ناحية حلب. وفي الوقت الذي كانت تجري فيه المعركة، هاجم ياغي سيان المُعسكرات الصليبيَّة المُحاصرة لِمدينته، ولاح لهُ النصر لولا أن تغيَّر وجه القتال فجأة، فما أن قدم الفُرسان الظافرين يحملون رؤوس ضحاياهم في معركة العمق، حتَّى أدرك ياغي سيان أنَّ الجيش الإسلامي القادم لِنجدته حلَّت به الهزيمة، فانسحب بِرجاله عائدًا إلى داخل المدينة، في حين قذف الصليبيُّون رؤوس القتلى داخل الأسوار لِيعلم ياغي سيان ما حلَّ بِحُلفائه.

## سُقُوط أنطاكية

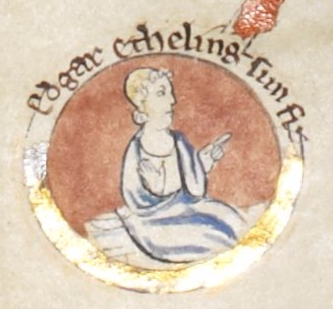
مُنمنمة مُذهَّبة تُصوِّرُ إدگار أثلنغ، أحد مُعاوني الصليبيين المُحاصرين لِأنطاكية.

أدرك ياغي سيان بعد هزيمة سلاجقة حلب ودمشق أنَّهُ لا بُدَّ من الاستعانة بِالسلاجقة العظام في فارس وخُراسان، فأرسل نداءً عاجلًا إلى السُلطان بركياروق بن ملكشاه وتابعه كربوقا أمير الموصل، وارتفعت في المُقابل روح الصليبيين المعنويَّة، غير أنَّها لم تُؤدِّ إلى تحسين وضعهم، فبعد سبعة أشهرٍ من الحصار زاد وضع الجُند سوءًا على سوء وتفشَّت المجاعة والأمراض وسط صفوفهم، رُغم كميَّات المُؤن التي وصلتهم عن طريق مينائيّ اللاذقيَّة والسويديَّة، فمن المعروف أنَّهُ بينما كانت الجُيُوش الصليبيَّة تخترق الأناضول في طريقها إلى الشَّام، دأبت الأساطيل الإيطاليَّة والفلمنكيَّة والإسكندناڤيَّة على مُساعدة الزاحفين الغربيين، من ذلك أنَّ المُغامر والقُرصان الإفرنجي «ونمار البولوني» (بالفرنسية: Winemar de Bologne)‏ استطاع أن يستولي على ميناء اللاذقيَّة من المُسلمين خلال شهر آب (أغسطس) 1097م، وكان قد سبق له أن مدَّ بلدوين، ابن بلدته، بِثلاثُمائة رجُلٍ شكَّل منهم حاميةً لِطرسوس لمَّا احتلَّها خلال زحفه عبر قيليقية. وبِفضل سيطرة الصليبيين على اللاذقيَّة، يقول المُؤرِّخ الإنگليزي أورديريك ڤيتاليس، أنَّ أُسطولًا إنگليزيًّا بِقيادة «إدگار أثلنغ» (بِالإنقليشيَّة: Ēadgar Æðeling)، المُدَّعي بِالحق في عرش الأنگلوسكسون، تمكَّن من الرُّسُوِّ وإيصال إمداداتٍ مُهمَّةٍ لِلصليبيين من البيزنطيين، أبرزها المواد اللازمة لِتشييد معدَّاتٍ لِلحصار، فتلقَّاها منهُ ريموند وبوهيموند وسارا بها صوب أنطاكية، لكنَّهما فقدا قسمًا منها أثناء الرحلة، كما خسرا نحو مائة رجُلٍ بِفعل غارات المُسلمين. وثبُت لِلصليبيين أنَّ طول مُدَّة الحصار ليست في صالحهم لِاستمرار تناقص المؤونة المُتقطِّعة التي تأتيهم، كما انتشرت إشاعة بين صُفُوفهم تُفيد بِأنَّ جيشًا كبيرًا من المُسلمين بِقيادة كربوقا في طريقه إليهم، وتحت تأثير الجُوع والإنهاك نشبت الفوضى وسُوء النظام بين الجُند، وفي تلك الظُروف الحرجة والأوضاع الصعبة أخذ بعض الصليبيين يفرُّون من المعركة ويتسلَّلون خفيةً إلى مناطق أكثر أمانًا وخصبًا أو يُحاولون العودة إلى بلادهم. وكان المُتسلِّلون في بادئ الأمر عساكر مغمورين، غير أنَّ الظاهرة توسَّعت وصار أعلام الحركة الصليبيَّة من جُملة الهاربين، وفي مُقدِّمتهم أسطفان البلوائي الذي أبحر إلى دياره في فرنسا، وبُطرس الناسك نفسه ووليم النجَّار أمير مولن، إلى جانب بعض صغار الأُمراء الآخرين. غير أنَّ تانكرد تعقَّبهم وأعادهم إلى المُعسكر جوار أنطاكية، فوبَّخ بوهيموند كُلًا من بُطرس ووليم علنًا لِهُرُوبهما، وأخذ عليهما تعهُّدًا بِعدم ترك الجيش الصليبي حتَّى يتم الاستيلاء على بيت المقدس، في حين عاقب بقيَّة الأُمراء الصغار.

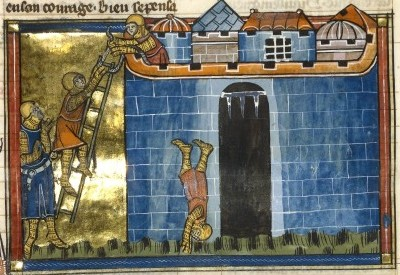
فيروز الرزَّاد يُعاون الصليبيين في تسوُّر بُرج الأُختين.

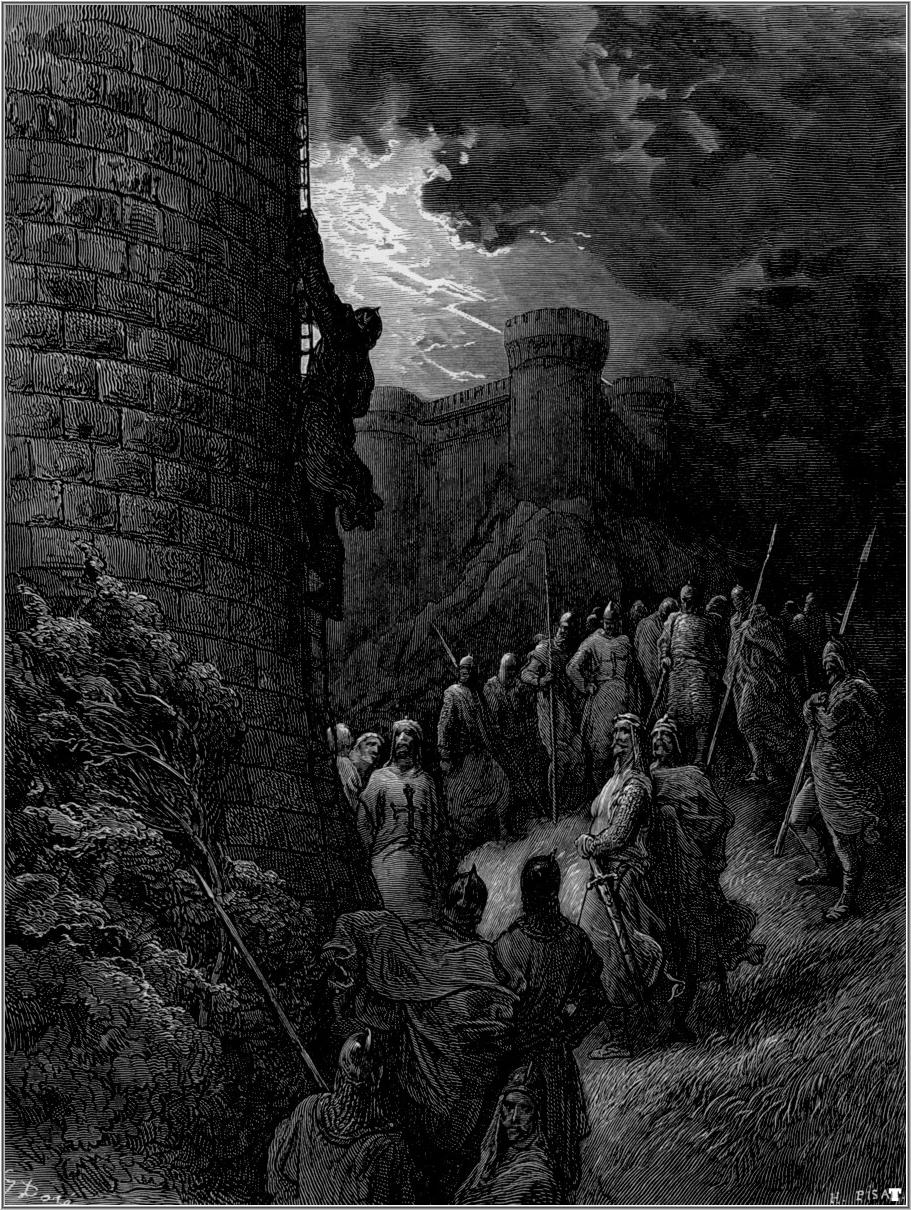
بوهيموند يتسوَّر بُرج الأُختين على مرأى من جُنُوده النورمان.

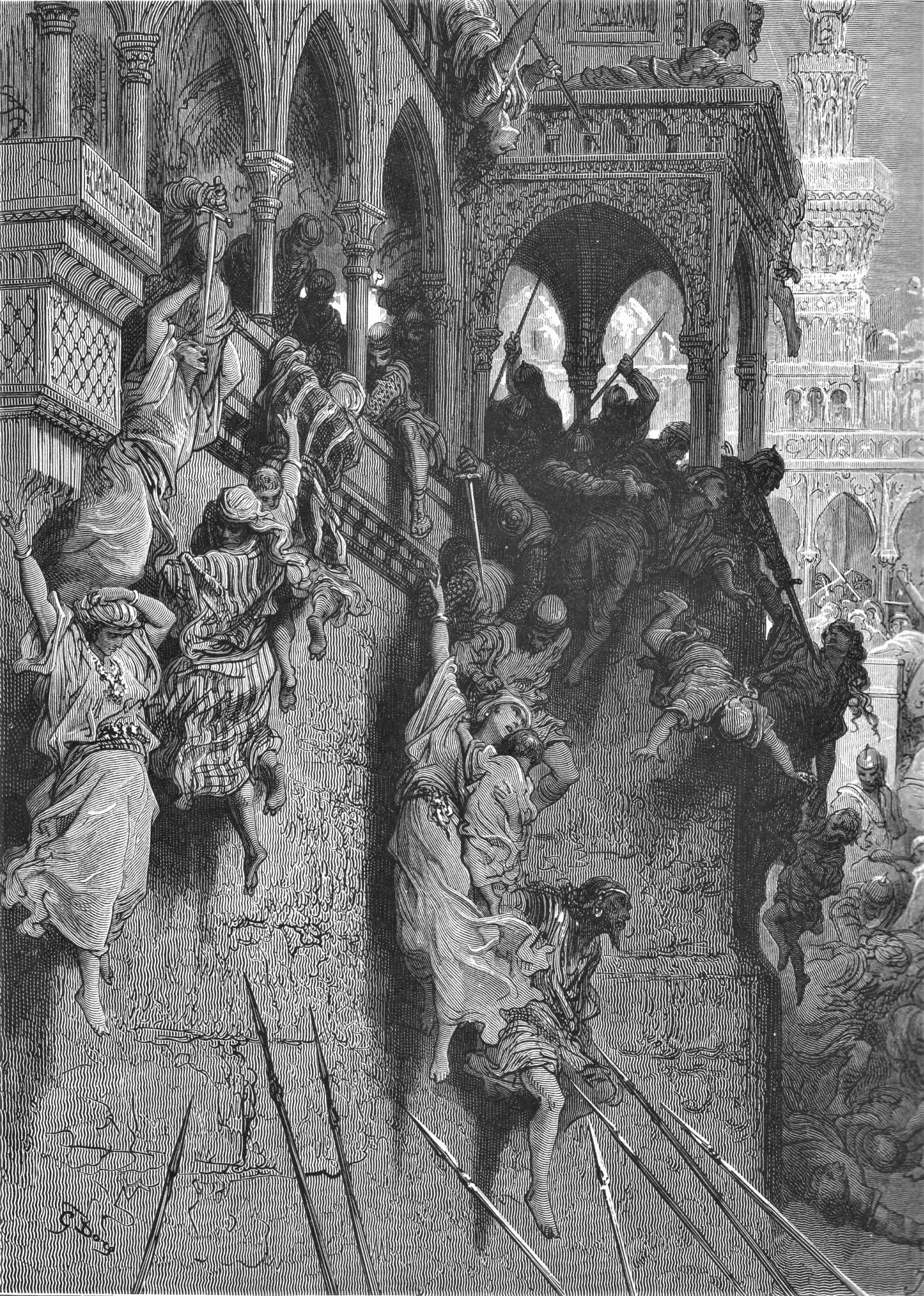
مذبحة أنطاكية.

تتابع تناقُص وتضاؤل الجيش الصليبي يومًا بعد يوم بِسبب المجاعة والفرار، فرأى المندوب البابوي أدهمار أنَّهُ لا بُدَّ من اِلتماس المُساعدة من الغرب لِإسال إمداداتٍ على وجه السُرعة. وحدث أن كان الإمبراطور البيزنطي ألكسيوس كومنين يُغيرُ على الأناضول، فأرسل إليه يلتمس المُساعدة منه. واستبدَّ القلق والضيق بِبوهيموند خاصَّةً لِحرصه وعزمه على الانفراد بِحُكم أنطاكية، فإذا وصل الإمبراطور الرومي قبل سُقُوط المدينة أو إذا لم يتيسَّر هزيمة كربوقا إلَّا بِمُساعدته؛ أضحى من المُستحيل الامتناع عن رد المدينة إليه بِسبب العهد الذي قطعه القائد الصليبي على نفسه في القُسطنطينيَّة، لِذلك قرَّر أن يحصل عليها رُغم إرادة الإمبراطور. ونفَّذ بوهيموند خطَّته بِبراعةٍ فائقة، فاختار أصعب أوقات الحصار وأشدَّها حرجًا لِيُعلن أنَّهُ أزمع الانسحاب والعودة إلى إيطاليا، وأنَّهُ لا يستطيع الاستمرار في تلك العمليَّة الحربيَّة الطويلة التي لم يكن مُستعدًا لها، ولا يُمكنه أن يصبر على رؤية رجاله وفُرسانه وخُيُوله وهم يتساقطون كُلَّ يومٍ صرعى من الجوع أمام أسوار أنطاكية. ومن الواضح أنَّ هذا كان يعني تعريض الصليبيين جميعًا لِكارثةٍ مُحقَّقة لأنَّ بوهيموند ورجاله صاروا بِمثابة العمود الفقري لِلقُوَّات الصليبيَّة المُحاصرة لِلمدينة، لِذلك أسرع جميع قادة الحملة - فيما عدا ريموند - وتوسَّلوا إلى بوهيموند حتَّى لا يتركهم، ووعدوه بِتسليمه أنطاكية فور الاستيلاء عليها. وكان ذلك هو كُل ما استهدفه بوهيموند من وراء مُناورته، فلم يبقَ لهُ بعد ذلك سوى إظهار مقدرته وكفايته في الاستيلاء على البلد. بعد ذلك سعى بوهيموند إلى التخلُّص من القُوَّة البيزنطيَّة بِقيادة تاتيكيوس التي كانت تُساعد الصليبيين في حصار أنطاكية حتَّى لا يُطالب بِردِّها تحت جناح الإمبراطوريَّة إذا استولى الصليبيُّون عليها، فأوهمه بِأنَّ قادة الحملة يتهمونه بِالتواطؤ مع السلاجقة ضدَّهم، وأنَّهم يُدبرون مُؤامرةً لِاغتياله. ونجحت الخطَّة، إذ خشي القائد البيزنطي على حياته، فترك المُعسكر الصليبي ولاذ بِالفرار.
وجاءت الفُرصة التي انتظرها بوهيموند بِخيانةٍ داخليَّةٍ من أحد أهالي أنطاكية، ذلك أنَّ أحد أُمراء الأبراج، المدعو «فيروز الزرَّاد»، راسل القائد الصليبي قائلًا له: «أَنَا فِي الْبُرْجِ الْفُلَانِيّ، وَأَنَا أُسَلِّمُ إلَيْكَ أَنْطَاكِيَة أَن أَمَّنْتَنِي وَأَعطَيتَنِي كَذَا وَكَذَا». وكان فيروز المذكور حانقًا على ياغي سيان كونه صادر ماله وغلَّته، وكان أرمنيًّا أسلم ظاهريًّا، وتقرَّب من ياغي سيان فأصبح أميرًا على ثلاثةٍ من الأبراج الكبيرة، واشتهر بِتقلُّبه وحُبِّه الرفعة والمال، فبذل لهُ بوهيموند ما طلب ومنحهُ مالًا وإقطاعًا، وكتم أمره عن بقيَّة الصليبيين. ولم تلبث أن تواترت الأخبار بِقُدوم كربوقا بِأُلُوفٍ من الرجال لنجدة أنطاكية، فخاف الصليبيُّون، وسارع بوهيموند إلى الاتفاق مع فيروز على وقتٍ وظرف لِتسهيل دُخُول القوى المُحاصرة، وفي اليوم التالي جمع الصليبيُّون خيامهم وأغراضهم وانسحبوا مُعلنين السير نحو بيت المقدس، وما زالوا سائرين نحوها حتى تواروا عن العُيُون، ثُمَّ انعطفوا راجعين في الليل. وفي الليلة المذكورة: 28 جُمادى الآخرة 491هـ المُوافق فيه 2 حُزيران (يونيو) 1098م، وقُبيل الفجر أنفذ بوهيموند قُوَّةً صغيرةً إلى بُرج الأُختين الذي كان يحرسه فيروز، وصعدوا على السلالم إلى هذا البُرج وانطلقوا منه إلى غيره، وقتلوا الحُرَّاس وهيَّجوا نصارى البلد وكسروا أبوابها، وأوقع الصليبيُّون بأهل المدينة من المُسلمين مذبحةً رهيبة، وطالت سُيُوفهم بدايةً الأثرياء، فاقتحموا بُيُوتهم وقتلوا الرجال والنساء والأولاد والخدم واستولوا على ما وجدوه فيها من نفائس، وحاولوا الاستيلاء على قلعة المدينة في اليوم نفسه، لكنَّهم فشلوا، وجُرح بوهيموند أثناء هذا الهُجُوم الفاشل. يقول وليم الصوري واصفًا المجزرة التي وقعت في أنطاكية:
أمَّا ياغي سيان، فبعد أن أدرك أنَّ كُلَّ شيءٍ قد ضاع، حاول الفرار مع من فرَّ من المُسلمين، ولكنَّهُ سقط عن حصانه، فانقضَّ عليه بعض الأرمن وقتلوه وحملوا رأسه إلى الصليبيين. وبِهذا سقطت أنطاكية بِيد الغُزاة الغربيين، وأثار خبر سُقُوطها موجةً من الذُعر في البُلدان الإسلاميَّة القريبة مثل «عِمَ» و«إنِّب»، فهرب من كان بها من المُسلمين وتسلَّمها الأرمن، كما كان لِهذا الانتصار الصليبي دويٌّ هائلٌ في العالم المسيحي لا يفوقه إلَّا أثر سُقُوط بيت المقدس نفسها بعد نحو سنة.

## حملة قوام الدين كربوقا

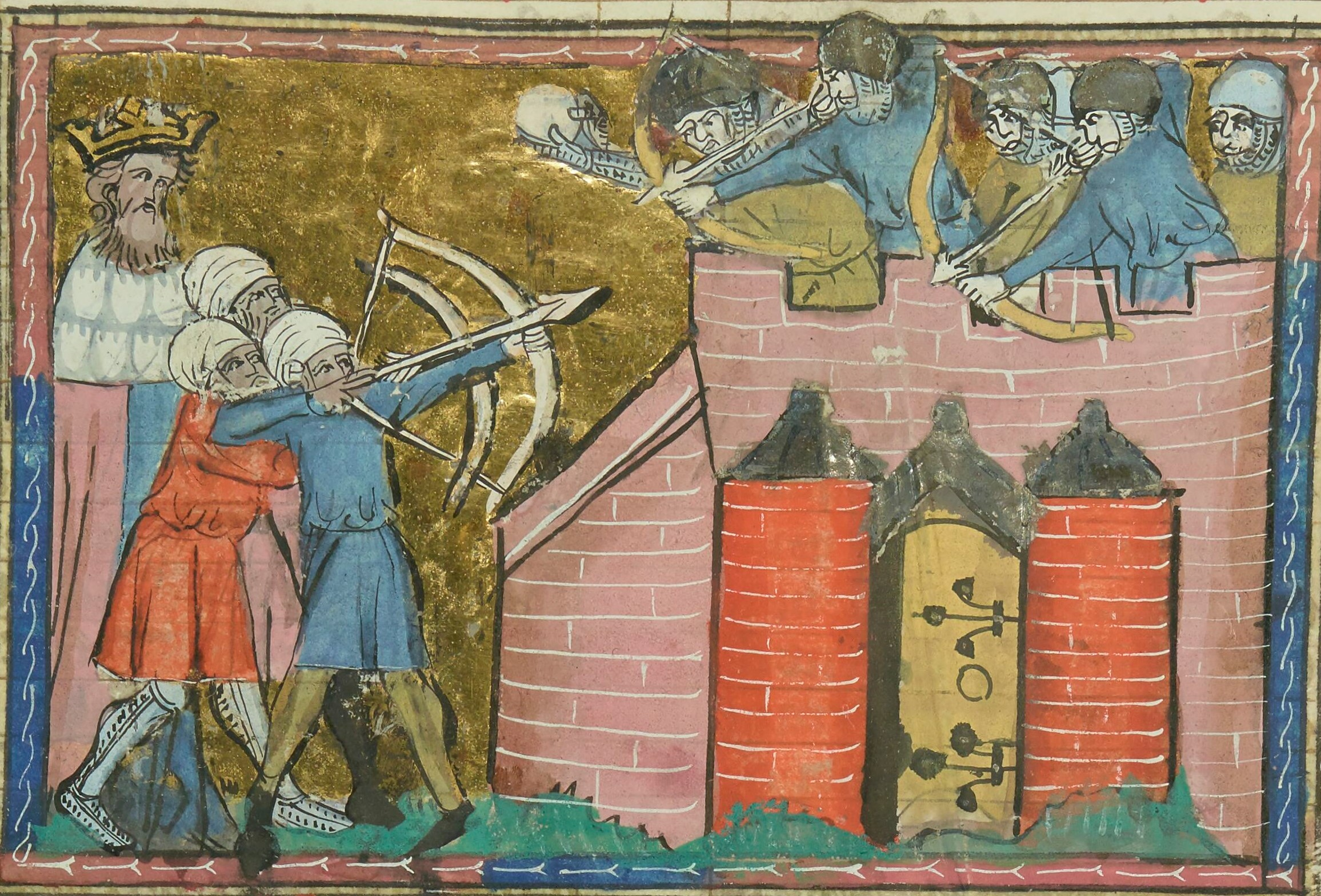
مُنمنمة إفرنجيَّة تعود لِلقرن الرابع عشر الميلادي تُصوِّرُ حصار أنطاكية على يد المُسلمين بِقيادة كربوقا.

في الوقت الذي كان فيه الصليبيُّون يُحاصرون أنطاكية، أعدَّ قوام الدين كربوقا أمير الموصل جيشًا كبيرًا لِنجدة المدينة، وسانده سُلطانا السلاجقة في فارس والعراق بركياروق ومُحمَّد وقد وعداه بِالمُساعدة، غير أنَّ ما ارتكبه من أخطاءٍ في التقدير هيَّأ لِلصليبيين الفُرصة لِلتنفُّس والراحة، ومكَّنهم من الاستيلاء على أنطاكية، إذ لم يشأ هذا القائد المُسلم أن يزحف مُباشرةً إلى أنطاكية خشية أن ينقضَّ الصليبيُّون في الرُّها على جناح جيشه الأيمن، لِذلك توقَّف أمام المدينة سالِفة الذِكر في مُحاولةٍ لِانتزاعها من يد بلدوين. ولم يُدرك كربوقا أنَّ ما بذله من جُهدٍ وما أنفقه من وقتٍ إنَّما ضاع سُدى، إلَّا بعد مضيّ الأسابيع الثلاثة الأخيرة من جُمادى الآخرة 491هـ المُوافق فيه أيَّار (مايو) 1098م، وهو يُحاول عبثًا مُهاجمة أسوارها، وبعد أن كان بوهيموند قد أحكم خطَّته العسكريَّة لِدُخُول أنطاكية كما أُسلف، ما دفع وليم الصوري إلى القول بِأنَّ دفاع بلدوين قُمَّس الرُّها ومُقاومته هي التي أنقذت الصليبيين أمام أنطاكية.
تخلَّى كربوقا في نهاية شهر أيَّار (مايو) عن حصاره الفاشل الذي فرضه على الرُّها وراح يحُثُّ الخُطى بِاتجاه أنطاكية، وتوقَّف قليلًا في مرج دابق شماليّ حلب فانضمَّ إليه دقَّاق والأتابك طُغتكين وأرسلانطاش صاحب سنجار وسُقمان بن أرتق، وغيرهم من أُمراء المُسلمين، ورفض رضوان الاشتراك بِالحملة بِسبب خلافه مع أخيه دقَّاق، وردَّ عليه كربوقا بِأن ضمَّ جناح الدولة حُسين بن ملاعب صاحب حِمص. وهكذا اجتمع الجيش الإسلامي الجرَّار في مرج دابق، وقدَّر ابن العبري تعداده بِمائة ألف مُقاتل،(3) ثُمَّ انطلق منها في طريقه إلى أنطاكية عبر وادي العاصي، فاصطدم بِقُوَّةٍ عسكريَّةٍ صليبيَّة في جسر الحديد إلى الشمال الشرقي من المدينة وقتل أفرادها، ثُمَّ لم تلبث أن ظهرت طلائعه أمام أسوارها في صبيحة يوم الثُلاثاء 6 رجب 491هـ المُوافق فيه 8 حُزيران (يونيو) 1098م. حاول كربوقا اقتحام المدينة فورًا عن طريق قلعتها التي كانت لا تزال بِأيدي المُسلمين بِقيادة شمس الدولة ابن ياغي سيان، لكنَّهُ فشل في ذلك، فضيَّق عندئذٍ الحصار عليها. وهكذا انقلب الوضع وصار الصليبيُّون مُحاصرين داخل أنطاكية والمُسلمون خارجها يُطوِّقونها ويعملون على تجويع من بِداخلها؛ وذلك بعد أن كان الصليبيُّون يُحاصرون المدينة ويعملون على قطع الزاد عن ياغي سيان وحاميته الإسلاميَّة.
عانى الصليبيُّون كثيرًا من شدَّة الحصار، وتحرَّج موقفهم وعمَّت المجاعة بينهم، وانتشر الوباء في صُفُوفهم، ونفذت أقواتهم، ومات عددٌ كبيرٌ منهم، وبلغوا درجةً من اليأس جعلتهم يُفكِّرون بِالاستسلام، فقال وليم الصوري واصفًا حالهم: «كَمَا كَابَدُوا شَظَف الْعَيْش بِسَبَب الْمَجَاعَة الَّتِي جَاوَزَت كُلَّ حَدٍّ، وَهَكَذَا وَقَعُوا بَيْن خَطْبَين: السَّيْفَ فِي الْخَارِجِ وَالْفَزَع فِي الدَّاخِلِ»، وقال ابن الأثير: «وَأَقَام الْفِرِنْج بِأَنطَاكِيَة بَعْدَ أَنْ مَلَكُوهَا اثْنَيْ عَشَرَ يَوْمًا لَيْسَ لَهُمْ مَا يَأْكُلُونَه، وَتَقَوَّتَ الْأَقْوِيَاءُ بِدَوَابِّهِم وَالضُّعَفَاء بِالْمَيْتَة وَوَرَقِ الشَّجَرِ، فَلَمّا رَأَوْا ذَلِكَ أَرْسَلُوا إلَى كَرْبُوقَا يَطْلُبُونَ مِنْهُ الْأَمَان لِيَخْرُجُوا مِنْ الْبَلَدِ، فَلَم يُعْطِهِم مَا طَلَبُوا وَقَالَ: "لَا تُخْرَجُون إلَّا بِالسَّيْفِ"». وهكذا كانت الأُمُور تسير من سيّءٍ إلى أسوأ بِالنسبة لِلصليبيين المُحاصرين على الرُّغم ممَّا أبداه بوهيموند من شجاعةٍ وحزم. وفي وسط تلك الأزمة أخذ كثيرٌ من الفُرسان يُعبِّرون عن ندمهم على ترك بلادهم والحُضُور إلى المشرق، بل لقد جاهر بعضهم بأنَّ أسطفان البلوائي كان على حقٍّ عندما انسحب أثناء حصار الصليبيين لِأنطاكية وقفل راجعًا إلى بلاده. ولم يبقَ أملٌ لِلصليبيين في أنطاكية لِلخلاص من تلك المحنة التي ألمَّت بهم سوى الاستعانة بِالإمبراطور البيزنطي لِيطعن كربوقا وجيشه من الخلف، لِذلك استنجد الصليبيُّون بِالإمبراطور الذي استجاب لِندائهم وخرج على رأس جيشه قاصدًا أنطاكية مُخترقًا آسيا الصُغرى. وقابل أثناء زحفه أسطفان البلوائي ورفاقه الهاربون، فأخبروه بِأنَّ المُسلمين استردُّوا أنطاكية وعلى وشك إبادة الصليبيين، وأنَّ هُناك جيشًا سُلجُوقيًّا يمضي في زحفه لِقتاله قبل أن يبلغ أنطاكية. ولمَّا لم يكن لِلإمبراطور دوافع تجعلهُ يرتاب في تلك الروايات، أعاد النظر في خططه، فإذا هلك الصليبيُّون فمن المُؤكَّد أنَّ المُسلمين سيمضون في الهُجُوم ما يدفع السلاجقة في الأناضول إلى مُحاولة استرداد ما فقدوه من أراضٍ، لِذلك عاد أدراجه.

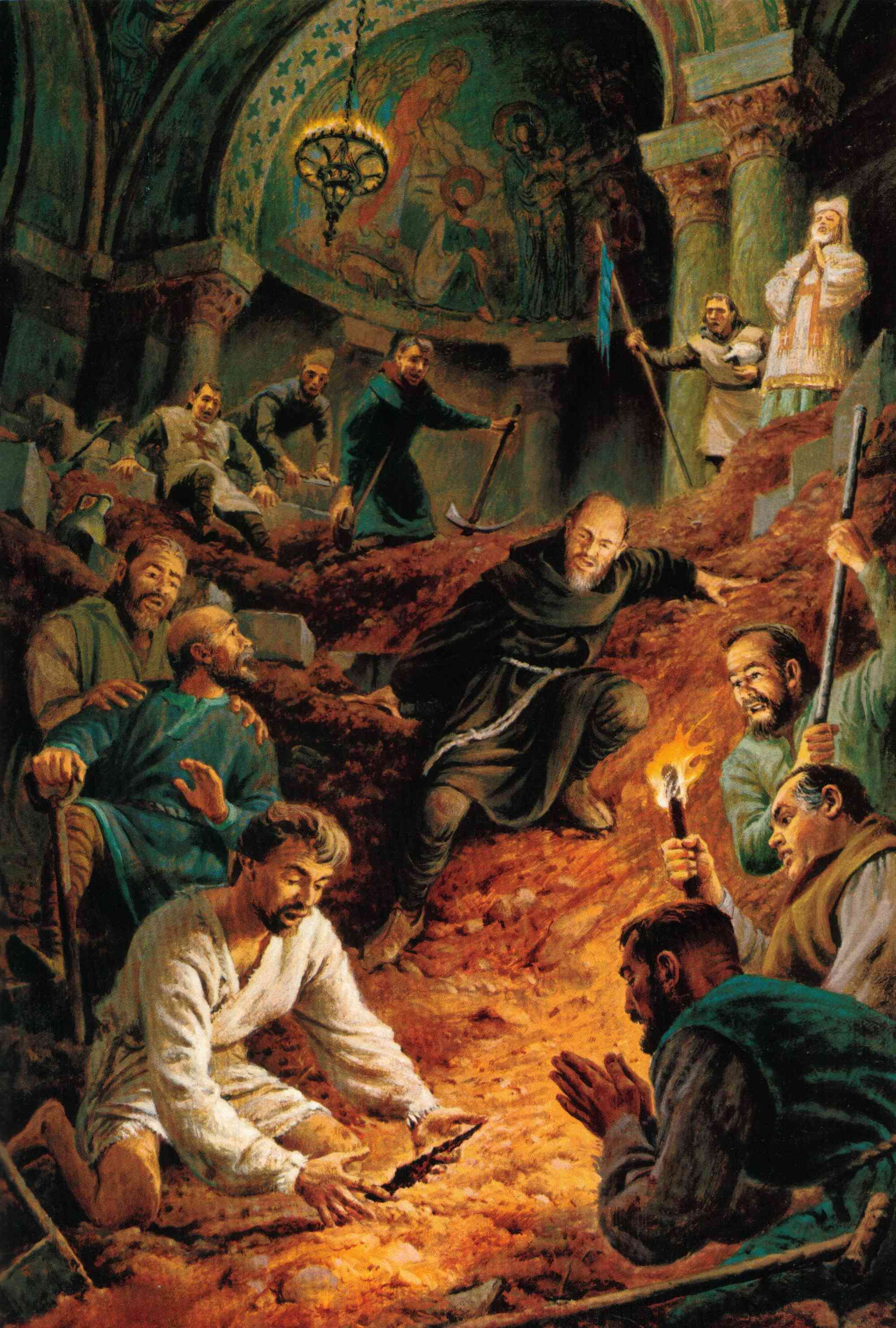
الصليبيُّون يعثُرون على الحربة المُقدَّسة مدفونةً في كنيسة القدِّيس بُطرس بِأنطاكية.

وظهرت في هذه الأثناء التي بدا فيها التخاذل واضحًا بين الصليبيين والذي تمثَّل في فرار الجُند واختبائهم في المنازل خوفًا من الاشتراك في القتال؛ بعض الأساطير والرؤى التي هدفت إلى إثارة الحماس الديني وتقوية الروح المعنويَّة المُنهارة بينهم. ففي مساء 10 رجب المُوافق فيه 14 حُزيران (يونيو)، زعم قسٌّ پروڤنسالي مغمور يُدعى بُطرس برتلمي (بالفرنسية: Pierre Barthélemy)‏ أنَّ القدِّيس أندراوس تبدَّى لهُ في المنام، وأعلمه بِأنَّ الحربة المُقدَّسة التي طُعن بها المسيح حين صلبه، مطمورةٌ في كنيسة القدِّيس بُطرس في أنطاكية. وقصَّ بُطرسٌ هذا منامه على المندوب البابوي أدهمار وعلى ريموند الصنجيلي، فلم يُصدِّقه الأوَّل، فيما رأى الآخر أنَّ الأمر يستدعي التحقيق، واهتمَّ به اهتمامًا كبيرًا، خُصوصًا وأنَّ بُطرس برتلمي ينتمي إلى مُقاطعته. فكلَّف ثلاثة عشر شخصًا بِحفر المكان الذي عيَّنهُ لهم هذا الأخير، وساعدهم هو نفسه بِالعمل، فعثر على تلك الحربة وأظهرها لِلجميع، فهلَّل الناسُ لِمرآها واعتبروا بأنَّ النصر بات وشيكًا. على أنَّ بعض الأشخاص انتابهم الشكّ في حقيقة هذه الحربة، التي هي كناية عن قطعةٍ من حديد تآكلها الصدأ، وليس لها معالم الحربة، وذلك لِعلمهم بأنَّ الحربة المُقدَّسة، التي زُعم بأنَّها الحقيقيَّة، موجودةٌ في القُسطنطينيَّة مُنذُ زمنٍ بعيد، حيثُ قيل بأنَّ بعض القادة الصليبيين شاهدوها وتبرَّكوا بها وقت مُرورهم بِالعاصمة البيزنطيَّة. وقد أشار المُؤرِّخون والكُتَّاب المُسلمون بِأنَّ مسألة الحربة هي من قُبيل الحيل التي لجأ إليها الصليبيُّون لِرفع معنويَّات جيشهم، فقال ابن الأثير: «…وَكَانَ مَعَهُمْ رَاهِبٌ مُطَاعٌ فِيهُمْ وَكَانَ دَاهِيَةً مِنْ الرِّجَالِ فَقَالَ لَهُمْ إِنْ الْمَسِيحَ  كَانَ لَهُ حَرْبَةٌ مَدْفُونَةٌ بِالفِيسَان الَّذِي بِأَنطَاكِيَة، وَهُوَ بِنَاءٌ عَظِيمٌ فَإِنْ وَجَدتُمُوهَا فَإِنَّكُم تَظْفَرُون وَإِنْ لَمْ تَجِدُوهَا فَالْهَلَاك مُتَحَقِّقٌ، وَكَانَ قَدْ دَفَنَ قَبْلَ ذَلِكَ حَرْبَةٌ فِي مَكَانٍ فِيهِ وَعَفَا أَثَرَهَا وَأَمَرَهُم بِالصَّوْم وَالتَّوْبَة فَفَعَلُوا ذَلِكَ ثَلَاثَةَ أَيَّامٍ، فَلَمَّا كَانَ الْيَوْمُ الرَّابِعِ أَدْخَلَهُم الْمَوْضِع جَمِيعِهِم وَمَعَهُم عَامَّتُهُم وَالصُّنَّاع مِنْهُم وَحَفَرُوا فِي جَمِيعِ الْأَمَاكِنِ فَوَجَدُوهَا كَمَا ذَكَرَ، فَقَالَ لَهُمْ أَبْشِرُوا بِالظُّفْر…». وسُرعان ما شاع بين الصليبيين أنفُسهم أنَّ هذه القصة ليست سوى خدعة ابتكرها ريموند الصنجيلي، فقرَّروا امتحان بُطرس برتلمي على الطريقة الجرمانيَّة بأن يعبر نيرانًا مُشتعلة، فإن نجا كان مُؤيَّدًا بالمُعجزة، وإن مات فهو كاذب، وقبل بُطرس الخُضُوع لِهذا الامتحان، فعبر وسط النيران فأُصيب بِحُروقٍ بالغة أودت بِحياته خلال بضعة أيَّامٍ، ما زاد في البلبلة. ومهما يكن من أمر، فقد جدَّد زُعماء الصليبيين عُهُودهم وأقسموا على الاستمرار في القتال والإخلاص، ويعتبر المُؤرِّخ المصري المُعاصر الدكتور قاسم عبده قاسم أنَّ هذه الرُؤى والأحلام ليست سوى تجسيدٌ لِحقيقة فشل القادة في النضال، فلجأوا مرَّةً أُخرى إلى الأيديولوجيَّة والحافز الديني.
| حصار أنطاكية | يُضَافُ إلَى ذَلِكَ أَنَّ خَلِيفَة مِصْر - وَهُوَ أَقْوَى السَّلَاطِين الْمَارِقِين بِسَبَبِ كَثْرَة مَا لَدَيْهِ مِنْ الْمَالِ وَالرِّجَال - كَانَ قَدْ أَرْسَلَ رُسُلَهُ إلَى قَادَتِنَا، وَتَتَلَخَّص أَسْبَاب بَعَثَه إيَّاهُمْ إلَى وُجُودِ عَدَاوَةٍ مُتَأَصِّلَةٍ وَعَمِيقَةُ الجُذُورِ مُنْذُ سَنَواتٍ طَوِيلَةٍ بَيْنَ أَهْلِ الْمَشْرِقِ وَالْمِصْرِيِّين، وَهِي عَدَاوَةٌ نَاجِمَةٌ عَنْ اخْتِلَافِ مُعْتَقَدَاتِهِم الدِّينِيَّة بَعْضِهَا عَنْ بَعْضٍ، وَمُبَايَنَة مَذْهَب الْوَاحِد مِنْهُمْ لِمَذْهَبِ الْآخَر، وَظَلَّت هَذِه الْكَرَاهِيَة دُونَ انْقِطاعٍ حَتَّى يَوْمِنَا هَذَا، وَمِنْ ثَمَّ ظَلَّت هَاتَان المَملَكَتَان تُحَارِب كُلٌّ مِنْهُمَا الأُخْرَى حَرْبًا لَا هَوَادَةَ فِيهَا… وَكَان حَاكِمِ مِصْرَ يَنْظُرُ بِعَيْنِ الرِّيبَة إلَى كُلِّ تَوَسَّعٍ مِنْ جَانِبِ الْفُرَسِ أَوْ التُّرْكِ عَلَى السَّوَاءِ وَمِنْ ثَمَّ كَانَتْ فَرحَتُهُ بَالِغَةً حِينَ جَاءَتْهُ الْأَخْبَار بِضَيَاع نِيقِيَة مِنْ يَدِ قِلج أَرسَلَان، وَبِهَزِيمَةِ جَيْشِهِ فِيهَا، وَأثْلَجَ صَدْرِه مَا عَلِمَهُ مِنْ قِيَامِ الصَّلِيبيِّين بِحِصَارِ أَنْطَاكِيَة، وَعَدَّ كُلّ خَسَارَة تُصِيبُ الْأَتْرَاكِ مَكْسَبًا لَهُ… | حصار أنطاكية |

| حصار أنطاكية | … وَتَرَدَّدَ فِي أَنْحَاءِ الْمُعَسْكَر قَرْع الْأَسْلِحَة، وَقَعْقَعَة السُّيُوف البَرَّاقَة، وَصَهِيل الْخَيْل، وَصُرَاخ الرِّجَال، وَاخْتَلَطَ الحَابِلُ بِالنَّابِلِ… وَتَجَمَّع عَلَى أَسْوار أَنْطَاكِيَة وَفَوْقَ أَبْرَاجِهَا، نِسَاء الْمَدِينَة وَبَنَاتُهُنَّ وِصِغَارَهُنَّ وَشُيُوخ الْبَلَد، وَكُلُّ مَنْ لَيْسَ عِنْدَهُ قُدْرَةٌ عَلَى الدّفَاعِ عَنْ نَفْسِهِ، يُشَاهِدُون - مِنْ مَكَانهمْ الَّذِي يَقِفُون فِيه - المَذبَحَة الَّتِي تَجْرِي مِنْ تَحْتِهِمْ، وَعَلَا بُكَاؤُهُم وَرَاحُوا يَنْدُبُون مَصَارِع أَصْحَابِهِم وَلِسَانُ حَالِهِم يَقُول: "مَا أَسْعَدَ مَنْ تَرَفَّقَ بِهِمْ الْمَوْت فَقَبَض أَرْوَاحَهُم قَبْلَ أَنْ تَمَسَّهُم هَذِه الخُطُوب". أَمَّا الْأُمَّهَات اللَّاتِي كُنَّ يَتَفَاخَرْن بِكَثْرَةِ أَوْلَادَهُنّ، فَقَد أَصْبَحْن مَوْضِع الرَّثَاء وَصَارَت الْعَاقِر مِنْهُنّ أَسْعَدَ مَنْ كُلِّ ذَاتِ وَلَد… وَكَانَت آثَار المَذبَحَة وَاضِحَةٌ كُلّ الْوُضُوح حَوْل الْجِسْر وَالنَّهْرِ الَّذِي تَبَدَّلَ لَوْنُ مِائَة وَرَاح يُصِبْ فِي الْبَحْرِ سُيْلًا جَارِفًا مِنْ الدِّمَاءِ. | حصار أنطاكية |

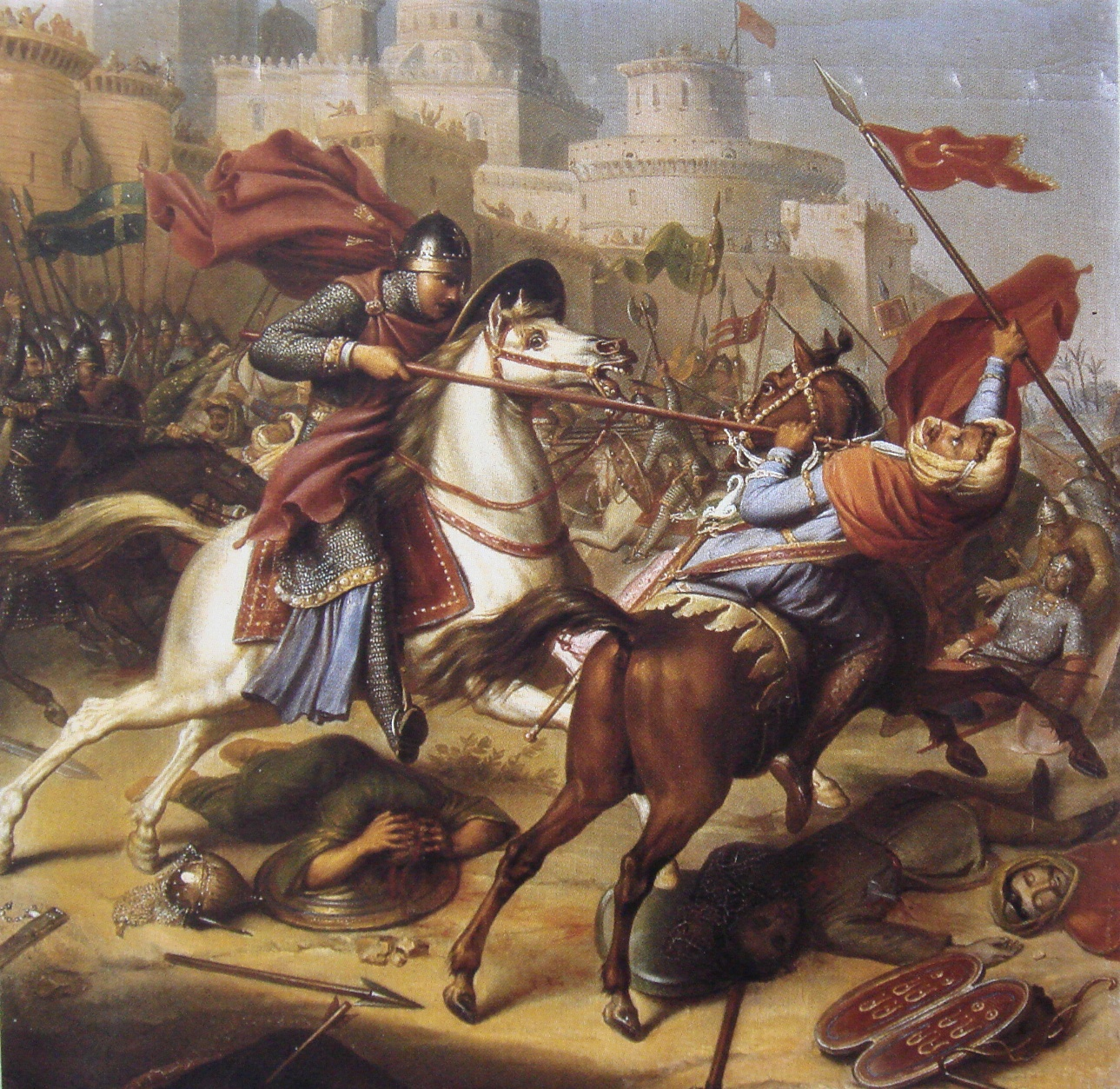
روبرت قُمَّس النورماندي يخرق صُفوف المُسلمين المُحاصرين لِأنطاكية، على رأس قُوَّاته النورمانيَّة.

وليس معنى سوء حال الصليبيين داخل أنطاكية أنَّ المُسلمين تمتعوا بِجبهةٍ مُتماسكة؛ بل على العكس ظلَّ المُسلمون في ذلك الدور الحاسم يُعانون خللًا واضحًا في صُفُوفهم ممَّا عاد عليهم بِالخسارة. ولعلَّ غياب رضوان أمير حلب وعدائه لِأخيه دقَّاق صاحب دمشق الذي رافق كربوقا، كان من العوامل التي خلقت جوًّا من القلق والاستياء في صُفُوف المُسلمين. ولمَّا أحسَّ كربوقا أنَّ مُساعدة رضوان لازمة وضروريَّة في سبيل تحقيق النصر، سعى لِلاتصال به، فتوهَّم دقَّاق من ذلك. وفي الوقت نفسه رغب دقَّاق بِالعودة إلى دمشق لِمُراقبة توسُّع الفاطميين في فلسطين، وهو التوسُّع الذي سبَّب لهُ قلقًا بالغًا. ومن جهةٍ أُخرى فإنَّ أمير حِمص جناح الدولة حُسين بن ملاعب ظلَّ قلقًا من انتقام يُوسُف بن أبق أمير الرحبة ومنبج الذي كان على اتفاقٍ مع رضوان. بل لقد بلغ الأمر بالمُسلمين أمام أنطاكية أن انقسموا على أنفُسهم، فظهر الشقاق بين التُرك والعرب، وجرت بينهما مُناقرة أدَّت إلى مُغادرة العديد منهم، كما تفرَّق كثيرٌ من التُركُمان بِتدبير رضوان الذي راسلهم يدعوهم لِلعودة. أمَّا المُؤرِّخ أبو الفداء فيُعلِّل لِروح التباغض والفرقة التي سادت زُعماء المُسلمين أمام أنطاكية بِأنَّ كربوقا أساء السيرة فيمن اجتمع معه من المُلُوك والأُمراء وتكبَّر عليهم، فخبثت نيَّاتهم عليه. وفي الوقت الذي كان مُعسكر المُسلمين يُعاني ذلك التصدُّع والشقاق، أخذ بوهيموند ينفخ في الصليبيين روحًا جديدة، فألهب حماسهم، ثُمَّ خرج بهم يوم 25 رجب المُوافق فيه 28 حُزيران (يونيو) ونيَّته الدُخُول في معركةٍ فاصلةٍ مع المُسلمين، وأضاع كربوقا فُرصةً ذهبيَّةً لِلقضاء على الصليبيين، إذ كانوا يخرجون من المدينة مُتفرِّقين، فنصح المُسلمون قائدهم أن يقتلون كُل من خرج قبل أن يجتمعوا، فرفض مُستهينًا بِالعدوُّ ورأى أن ينتظر اكتمال خُرُوجهم فيقضي عليهم بِضربةٍ واحدة، لكن ما أن اكتمل خُرُوج الصليبيين حتَّى حملوا على المُسلمين فخرقوا صُفُوفهم وهزموهم شرَّ هزيمة، وكان سُقمان بن أرتق وجناح الدولة آخر من انهزم من الأُمراء، وعند فرارهما من الميدان لجأ كربوقا هو الآخر لِلفرار، فعمَّت الكارثة، وغنم الصليبيُّون أقوات المُسلمين وأموالهم وأثاثهم ودوابهم وأسلحتهم. وبِذلك لم يُحقِّق الصليبيُّون انتصارًا على سلاجقة الروم وحدهم، وإنما أيضًا على سلاجقة الشَّام وفارس، فعاد كربوقا إلى الموصل تحوطه خيبة الأمل، وعاد دقَّاق إلى دمشق يجُرُّ أذيال الفشل، وأُسقط في يد قائد قلعة أنطاكية شمس الدولة بن ياغي سيان، فسلَّمها إلى بوهيموند.